# 坂戶站
坂戶站（日语：／ Sakado eki */?）是位於埼玉縣坂戶市日之出町，屬於東武鐵道的鐵路車站。車站編號是TJ 26。此站是越生線的起點，東上本線與越生線皆在此停靠。

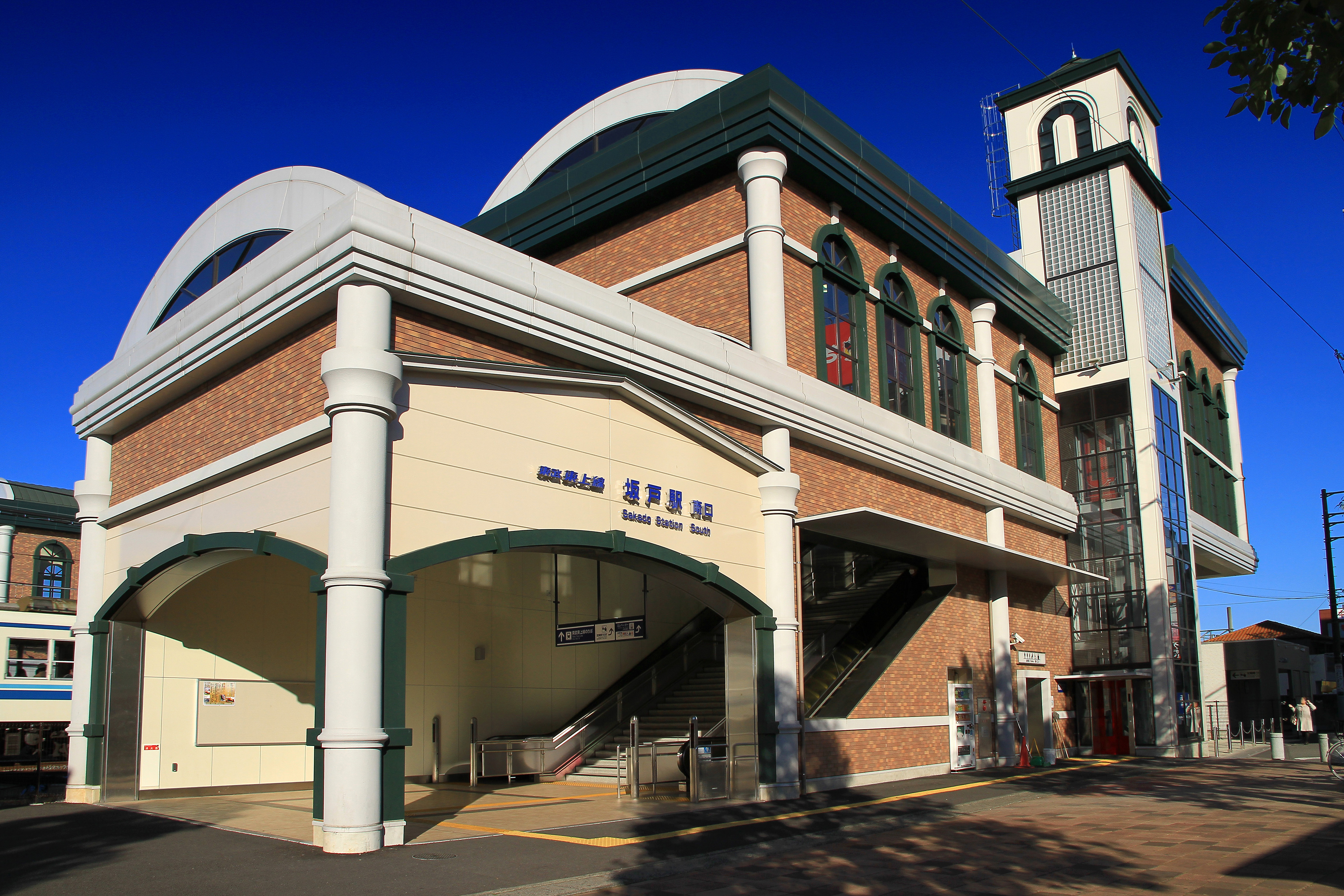
南口（2013年1月）

## 車站結構

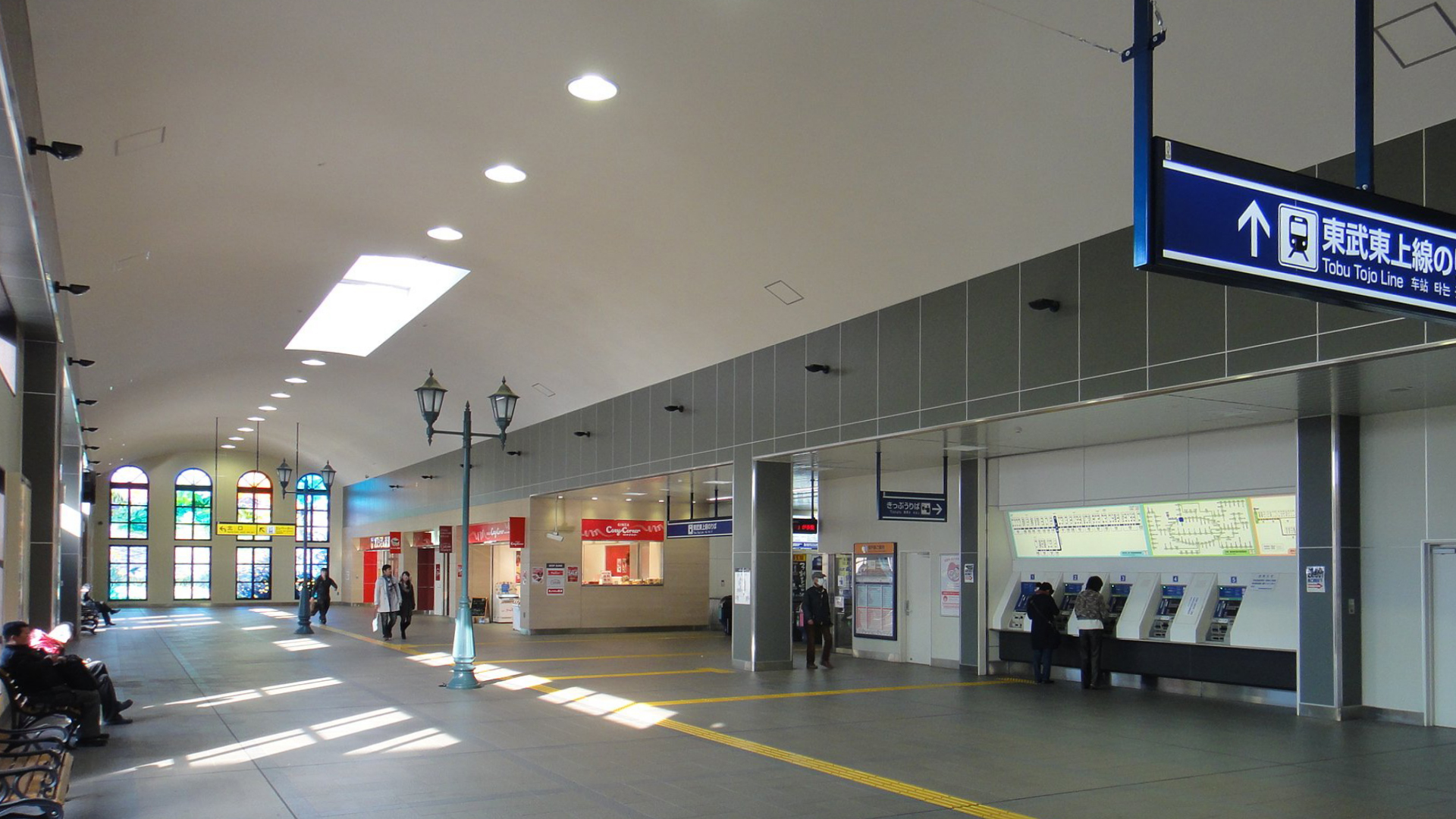
車站大廳（2012年1月）

本站為擁有島式月台2面4線的地面車站。站內設有驗票閘門、電動扶梯、月票專用自動售票機。1面月台使用東上本線，另1面使用越生線，故須經過跨線橋走到別的月臺，無法一個月臺上轉車。當有貨運列車的時候，此站的若葉站方向有坂戶機關區(機務段)，並設有電力機車庫。

### 月台配置
| 月台 | 路線   | 方向 | 目的地                                                                                            |
| ---- | ------ | ---- | ------------------------------------------------------------------------------------------------- |
| 1、2 | 越生線 | -    | 越生方向                                                                                          |
| 3    | 東上線 | 下行 | 森林公園、小川町、寄居方向                                                                        |
| 4    | 東上線 | 上行 | 川越、和光市、池袋方向 有樂町線 新木場、 副都心線 澀谷、 東橫線 橫濱、 港未來21線 元町·中華街方向 |

## 使用情況
2016年度1日平均上下車人次為28,594人。
近年1日平均上下車人次與上車人次的推移如下表。
| 年度               | 1日平均 上下車人次 | 1日平均 上車人次 |
| ------------------ | ------------------ | ---------------- |
| 1978年（昭和53年） | 25,082             |                  |
| 1993年（平成05年） |                    | 16,657           |
| 1994年（平成06年） | 33,082             | 16,601           |
| 1995年（平成07年） |                    | 16,674           |
| 1996年（平成08年） |                    | 16,471           |
| 1997年（平成09年） |                    | 15,733           |
| 1998年（平成10年） | 30,436             | 15,318           |
| 1999年（平成11年） | 29,886             | 15,070           |
| 2000年（平成12年） | 29,086             | 14,350           |
| 2001年（平成13年） | 28,754             | 14,350           |
| 2002年（平成14年） | 28,347             | 14,157           |
| 2003年（平成15年） | 27,758             | 13,833           |
| 2004年（平成16年） | 27,126             | 13,470           |
| 2005年（平成17年） | 26,860             | 13,337           |
| 2006年（平成18年） | 26,966             | 13,400           |
| 2007年（平成19年） | 27,150             | 13,579           |
| 2008年（平成20年） | 27,505             | 13,794           |
| 2009年（平成21年） | 27,289             | 13,701           |
| 2010年（平成22年） | 26,775             | 13,429           |
| 2011年（平成23年） | 26,409             | 13,287           |
| 2012年（平成24年） | 27,225             | 13,706           |
| 2013年（平成25年） | 27,921             |                  |
| 2014年（平成26年） | 27,755             |                  |
| 2015年（平成27年） | 28,472             |                  |
| 2016年（平成28年） | 28,594             |                  |

## 車站周邊
北出口
- 坂戶太陽街(商圈)
- 伊藤洋華堂坂戶店
- 埼玉里索納銀行坂戶出張所
- 三菱東京UFJ銀行坂戶支行
- 永源寺
- AREX fitness俱樂部坂戶

南出口
- 坂戶中央病院
- 西入間警察署
- 三井住友銀行坂戶支行
- 關越自動車道鶴島交流道

## 公車客運

### 市區公車
- 川越觀光巴士大橋線：坂戶站 - 鳩山町役場前 - 大橋
- 坂戶市內環行巴士 (東武巴士委託營運)
- 鶴島市內環行巴士 (東武巴士委託營運)

### 高速公車
都是東武巴士、川越觀光巴士、國際十王交通的聯運。
- 機場聯絡公車：往成田機場 (經川越站)
- 機場聯絡公車：往羽田機場
- 夕發朝至公車：往京都、大阪 (經川越站)

## 歷史
- 1916年(大正5年)10月27日 坂戶町站開業
- 1932年(昭和7年)2月17日 越生鐵道(現在的越生線)開業(只貨運)
- 1934年(昭和9年)12月16日 越生鐵道開始客運。
- 1976年(昭和51年)9月1日 實行市制，更名坂戶站
- 1986年(昭和61年)11月1日 廢止坂戶機關區

## 相鄰車站
東武鐵道
 東上本線
■TJ Liner、■快速急行
川越市（TJ 22）－坂戶（TJ 26）－東松山（TJ 29）
■快速
若葉（TJ 25）－坂戶（TJ 26）－東松山（TJ 29）
■急行、■準急、□普通（急行往小川町方向至小川町為止、池袋、元町·中華街方向至川越為止各站停車）
若葉（TJ 25）－坂戶（TJ 26）－北坂戶（TJ 27）
 越生線
坂戶（TJ 26）－一本松（TJ 41）

## 外部連結
- 坂戶（車站資訊） - 東武鐵道